# Reid Anderson
Reid Anderson (Minnesota, 15 oktober 1970) is een Amerikaanse jazzbassist en componist. Hij is lid van The Bad Plus met pianist Orrin Evans en drummer Dave King. De originele bezetting van The Bad Plus speelde voor het eerst samen in 1989 en richtte de band formeel op in 2000. Anderson studeerde aan de University of Wisconsin-Eau Claire en studeerde af aan het Curtis Institute of Music.

## Biografie
Reid Anderson werd bekend als lid van de band The Bad Plus met de pianist Ethan Iverson en de drummer Dave King. Hij werkt ook in het New Yorkse jazzcircuit met zijn eigen trio, dat sinds 1998 bestaat uit drummer Jorge Rossy en saxofonist Mark Turner. Met de formatie nam hij in 1997 het album Dirty Show Tunes for Fresh Sound op. Een jaar later ontstond Abolish Bad Architecture, waarbij Jeff Ballard Rossy op drums verving. In 1999 droeg Anderson bij aan het album Listen to the Band van Orrin Evans. In 2000 formeerde Anderson een nieuwe formatie met Andrew D'Angelo, Bill McHenry, Ben Monder en Marlon Browden, met wie hij The Vastness of Space opnam. Het album bevatte ook de twee composities Prehensile Dream en Silence Is the Question van Anderson, die ook deel zouden moeten uitmaken van het repertoire van The Bad Plus. Vervolgens nam Anderson in 2003 met The Bad Plus These Are the Vistas op voor Columbia Records. In 2003 volgde het album Give. In 2017/2018 werkte hij samen met Tim Berne en Chris Speed. Anderson werkte ook mee aan opnamen van Uri Caine (The Goldberg Variations, 2000), Fred Hersch (Songs Without Words, 2000) en Ethan Iverson (Construction Zone, 1998).

## Discografie

### Als leader
- 1977: Dirty Show Tunes (Fresh Sound)
- 1999: Abolish Bad Architecture (Fresh Sound)
- 2000: The Vastness of Space (Fresh Sound)

Met The Bad Plus
- 2001: The Bad Plus (Fresh Sound)
- 2003: These Are the Vistas (Columbia)
- 2004: Give (Columbia)
- 2005: Blunt Object: Live in Tokyo (Sony)
- 2005: Suspicious Activity? (Columbia)
- 2007: Prog (Heads Up)
- 2009: For All I Care (Heads Up)
- 2010: Never Stop (eOne/EmArcy)
- 2012: Made Possible (eOne)
- 2014: The Rite of Spring (Masterworks)
- 2014: Inevitable Western (Okeh)
- 2015: The Bad Plus Joshua Redman (Nonesuch)
- 2016: It's Hard (Okeh)
- 2017: Never Stop II (Legbreaker)
- 2019: Activate Infinity (Edition)

Met David King en Craig Taborn
- 2019: Golden Valley Is Now (Intakt)

### Als gast
Met Ethan Iverson
- 1998: Construction Zone (origineel) (Fresh Sound)
- 1998: Deconstruction Zone (standards) (Fresh Sound)
- 1999: The Minor Passions (Fresh Sound)
- 2000: Live at Smalls (Fresh Sound)

Met Bill McHenry
- 1999: Graphic (Fresh Sound)
- 2003: Bill McHenry Quartet featuring Paul Motian (Fresh Sound)
- 2007: Roses (Sunnyside)
- 2011: Ghosts of the Sun (Sunnyside)

Met anderen
- 1996: Till Bronner, German Songs (Minor Music)
- 1998: Patrick Zimmerli, Twelve Sacred Dances (Arabesque)
- 1999: Orange Then Blue, Hold the Elevator (GM)
- 1999: Orrin Evans, Listen to the Band (Criss Cross)
- 2000: Uri Caine, The Goldberg Variations (Winter & Winter)
- 2001: Fred Hersch, Songs Without Words
- 2001: Gerald Cleaver, Adjust (Fresh Sound)
- 2001: Mark Turner, Dharma Days (Warner Bros. Records)
- 2002: Bill Carrothers, The Electric Bill (Dreyfus)
- 2007: Jamie Cullum, In the Mind of Jamie Cullum (District 6)
- 2015: Donna Lewis, Brand New Day (Palmetto)
- 2019: Jeff Ballard, Fairgrounds (Edition)

- Bibliothèque nationale de France: cb141498185 (data)
- Gemeinsame Normdatei: 13504555X
- International Standard Name Identifier: 0000 0003 7265 2094
- Library of Congress Control Number: no2001081456
- MusicBrainz: 9c2b04fd-0ba6-4fe1-88a1-988104a45b9f
- Nationale Bibliotheek van Israël: 987007411815905171
- SNAC: w60t2303
- Système universitaire de documentation: 078616743
- Virtual International Authority File: 19886454
- WorldCat: E39PBJt3WGpRVvwgWT8HRqWCcP